# Hélène Darroze
Hélène Darroze (nascida em 23 de fevereiro de 1967) é uma chef francesa. Ela tem 6 estrelas Michelin e três restaurantes, Hélène Darroze no The Connaught em Londres com 3 estrelas, Marsan par Hélène Darroze em Paris com 2 estrelas e Hélène Darroze à Villa La Coste em Provence com 1 estrela.

## Carreira
Em 1990, depois de se formar na universidade, Darroze começou a trabalhar para Alain Ducasse no escritório do restaurante Le Louis XV em Mônaco,  onde foi convencida a entrar na cozinha por Ducasse. Foi a primeira vez que ela trabalhou em outro lugar que não fosse o restaurante da família e mais tarde ela disse que trabalhava no escritório metade do tempo.  Depois de trabalhar para Ducasse por três anos, ela voltou ao restaurante de sua família e manteve a estrela Michelin existente. Depois que o restaurante passou por dificuldades financeiras e fechou em 1999, ela abriu o Restaurante Hélène Darroze na Rue d'Assas, Paris, e ganhou sua primeira estrela Michelin em 2001, conquistando a segunda em 2003.  O restaurante perdeu a segunda estrela na versão de 2010 do guia. 
Em 2008, Darroze foi nomeada a nova chef do Connaught em Londres, substituindo Angela Hartnett, que havia operado Angela Hartnett no The Connaught em nome da Gordon Ramsay Holdings. Darroze assumiu como parte de uma reforma do hotel de £70 milhões e, além do restaurante, ela também é responsável pelos serviços de catering do hotel.  Hélène Darroze, do The Connaught, foi criticado pelos críticos do restaurante quando foi inaugurado.  O crítico gastronômico Jay Rayner descreveu a comida lá como "Dois dos piores pratos que já foram servidos para mim neste nível".  Apesar disso, o restaurante foi premiado com uma estrela Michelin em 2009,  e depois uma segunda estrela em 2011 e uma terceira em 2021. 
Em 2012, Darroze foi admitida na Legião de Honra Francesa como Chevalier (Cavaleiro) pelo presidente Nicolas Sarkozy. 